# Hecatera postnigrescens
Hecatera postnigrescens är en fjärilsart som beskrevs av Barend J. Lempke 1964. Hecatera postnigrescens ingår i släktet Hecatera och familjen nattflyn. Inga underarter finns listade i Catalogue of Life.